# 八幡神社のイスノキ

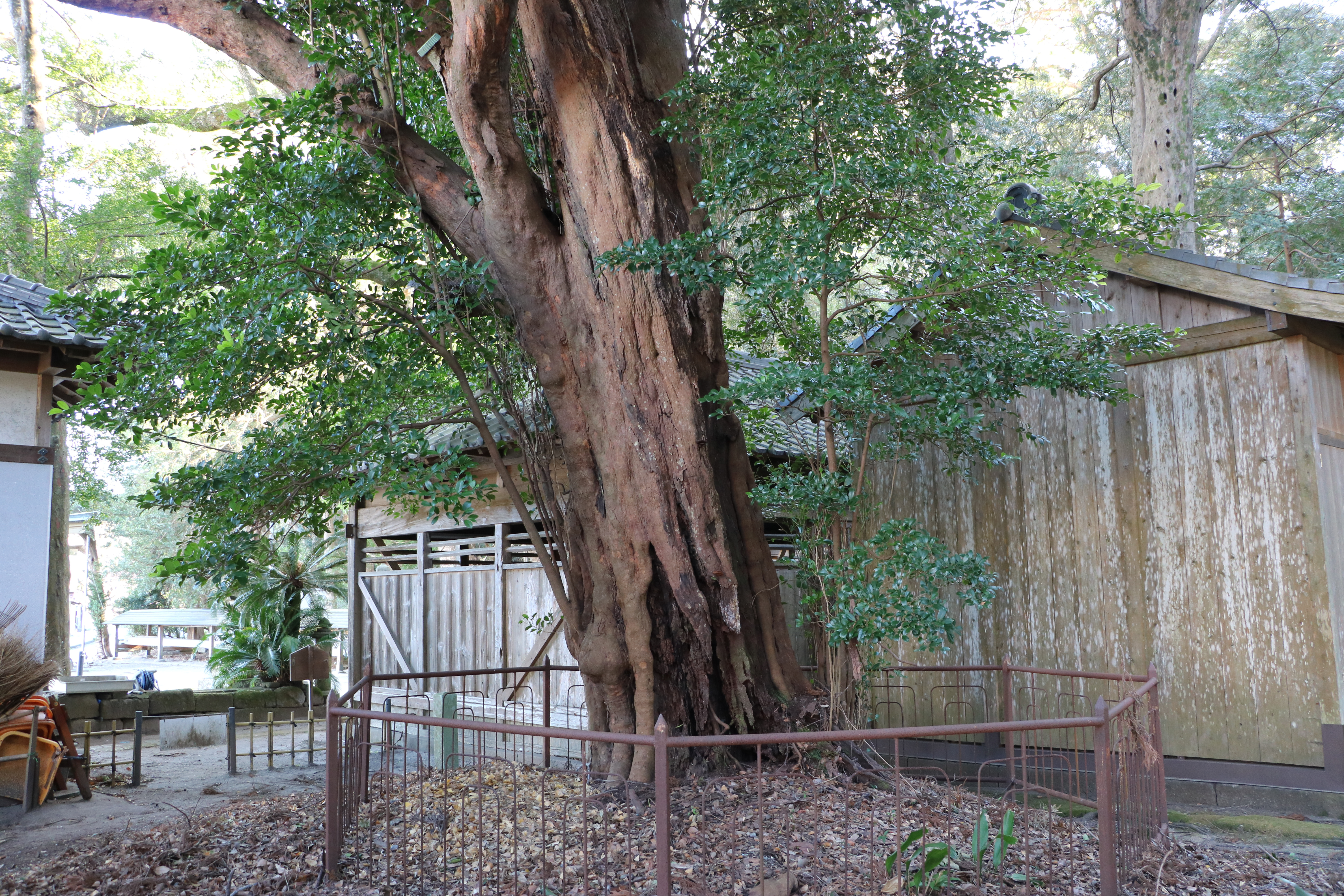
八幡神社のイスノキ。2024年1月17日撮影。

八幡神社のイスノキ（はちまんじんじゃのイスノキ）は、静岡県下田市吉佐美（きさみ）に鎮座する吉佐美八幡神社の境内に生育する、国の天然記念物に指定されたイスノキの巨樹である。
イスノキ（柞の木、学名: Distylium racemosum）は、マンサク科イスノキ属の常緑広葉樹の高木で、日本国内では四国や九州などの暖かい地方に自然分布する樹種である。西日本各所に生育良好な自生地があるが、本記事で解説する吉佐美八幡神社のある伊豆半島では本来イスノキは自生しておらず、伊豆半島では当地を含め数カ所の神社境内に生育するのが確認されているが、これらはすべて他所から植栽され生長したものと考えられている。伊豆半島はイスノキが生育する分布北東限にあたり、八幡神社のイスノキは西南の他所から古い時代に移植されたものと推定されているが、本種の分布東北限域における巨樹として珍しい例であり、1941年（昭和16年）2月28日に国の天然記念物に指定された。

## 解説

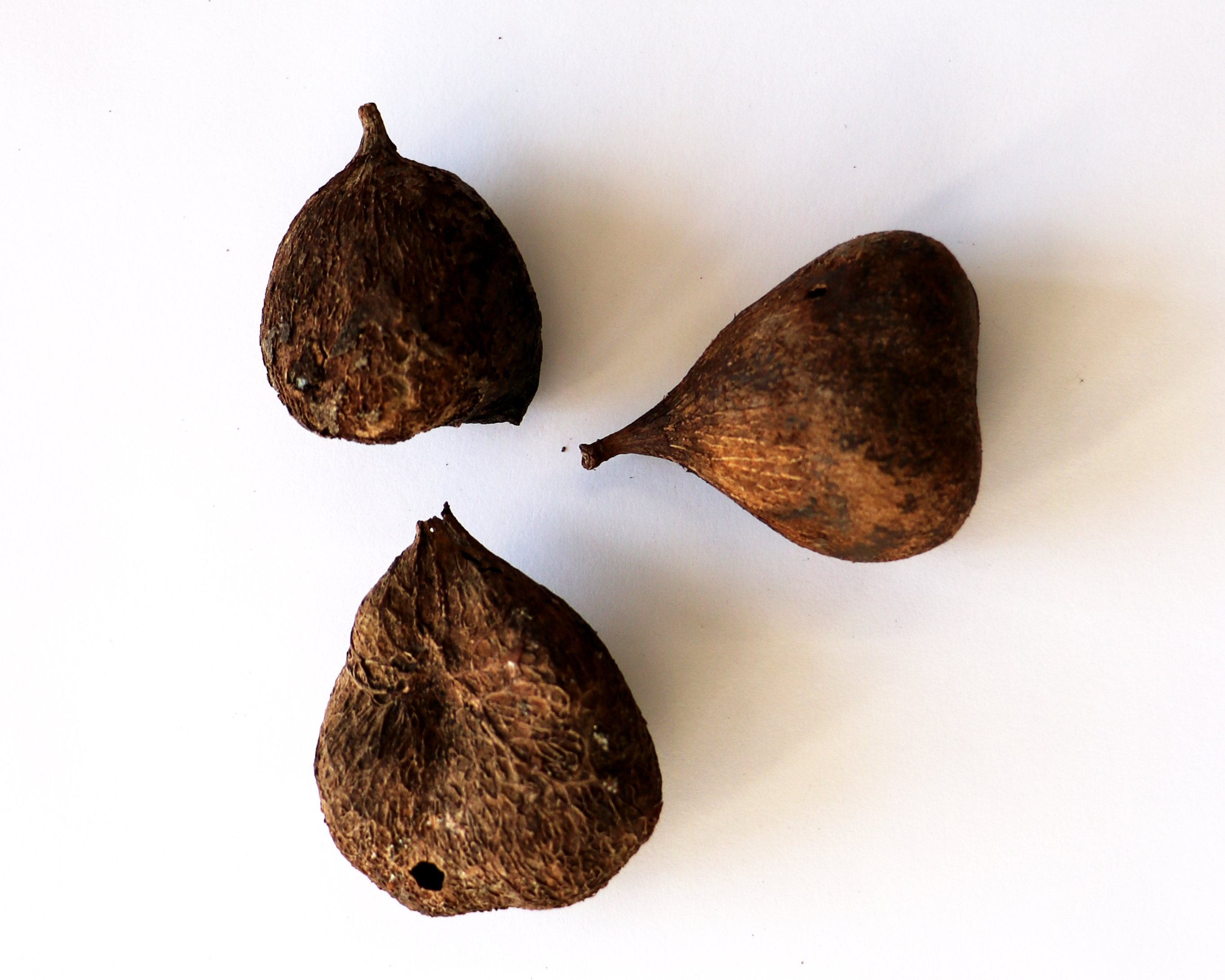
八幡神社のイスノキの虫癭。当地では「ちゃっからぽっから」と呼ぶ。2024年1月17日撮影。

八幡神社のイスノキは下田市街地から南西へ約3.5キロメートルほどの吉佐美（きさみ）地区に鎮座する吉佐美八幡神社の境内に生育している。吉佐美地区は1955年（昭和30年）まで賀茂郡朝日村であったところで、伊豆半島南端の石廊崎にほど近く、海水浴やサーフィンのメッカとして知られる、多々戸浜 (たたどはま)、入田浜 (いりたはま)、田牛 (とうじ) 海水浴場など複数の砂浜が連なる南伊豆の暖かい地域に所在する。国の天然記念物に指定された八幡神社のイスノキは、これらの海岸線に近い丘陵地の東麓、吉佐美地区を流れる大賀茂川の右岸にある八幡神社の拝殿に向かって右側に接して生育している。
樹高は約15メートル、ないし17メートル、地上20センチメートル付近での根回りは4.5メートルで、根は地表部に露出して網目のように広がっている。一般的なイスノキの幹囲は1メートルから1.5メートルほどであるのに対し、八幡神社のイスノキの目通り幹囲は3.95メートルもあり、分布東北限における個体であることを考えても、これほどの巨木に成長したものは珍しい。
国の天然記念物指定に先立ち、1940年（昭和15年）4月に現地調査を行った植物学者の中井猛之進によれば、イスノキは元々、伊豆国には自生しないため、本樹は西南の他国から移植されたことに疑う余地はないと指摘している。先述したように伊豆半島で確認されているイスノキは白浜、松崎、長岡所在の神社境内に植栽されたものに限られているという。
正確な樹齢は不詳であるが、中井による現地調査によれば吉佐美地区には木曽義仲（1154年- 1184年）の残党を祖先とする家が10数戸あって、このイスノキは木曾義仲の没後100年前後に他所から移植されたものと伝えられており、1941年（昭和16年）2月28日に国の天然記念物に指定された翌月の3月に静岡県が発行した『静岡県史蹟名勝天然紀念物並国宝概要』では推定樹齢は650年とされ、下田市教育委員会によれば推定樹齢800年とされている。
中井は現地調査時に確認した境内周辺の植生についても報告書に記しており、特筆するものとして、神社前を流れる大賀茂川の河畔に西日本を主な分布域とする暖地性の塩生植物であるハマボウの群落があること、また、村内の山林には夥しい数のオオバヤドリギが寄生した紅褐色のタブノキの老樹があり、タブノキの幹からオオバヤドリギが寄生根を下垂させ、周辺各所に吸着して奇観を呈している等を挙げている。
このイスノキの葉や葉芽には虫癭（ちゅうえい・虫こぶ）が出来ることが知られており、地元ではこれを「ちゃっからぽっから」と呼んでいる。虫こぶ（虫瘤、英: gall）とは寄生生物の寄生により、葉などが異常に発育して膨らみ木の実のようになったもので、ここ八幡神社のイスノキではモンゼンイスアブラムシと呼ばれるアブラムシの一種が、葉や葉芽に寄生することで6から8ミリメートルの虫癭が多数できる。これが茶の実に似ていることから「ちゃっからぽっから」と呼ばれている。木の下には落下した多数の虫癭が転がっており、中が空洞になった虫癭をよく観察するとアブラムシが出た跡の小さな穴が1つか2つ空いている。昔から吉佐美地区では子供たちが笛を吹くようにこの穴に息を吹き込み、ヒョウヒョウと音を出して遊んでいたことから、このイスノキはヒョウノキと呼ばれ親しまれている。

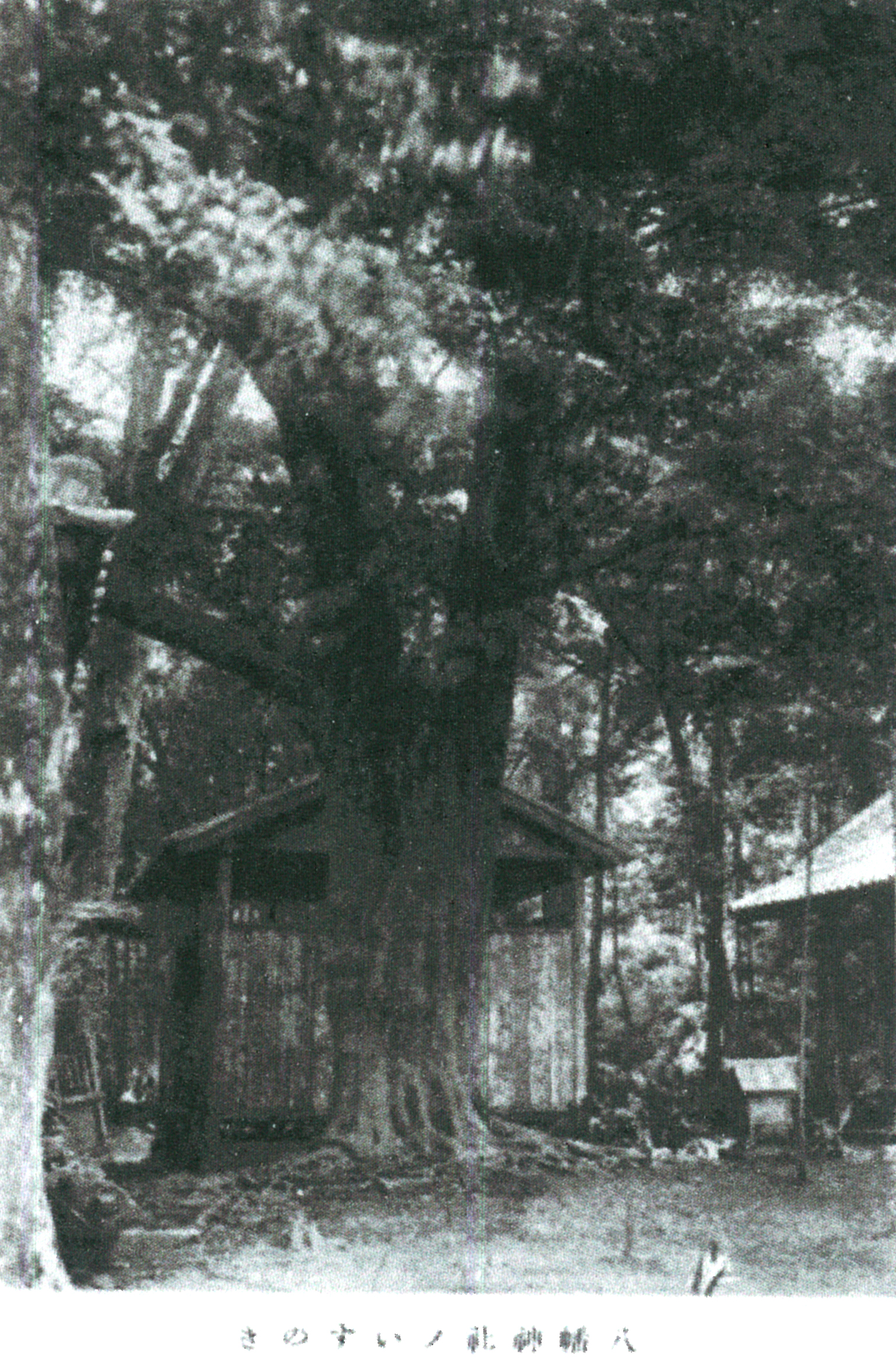
1940年（昭和15年）4月撮影の八幡神社のイスノキ。今日とほとんど変わらない。
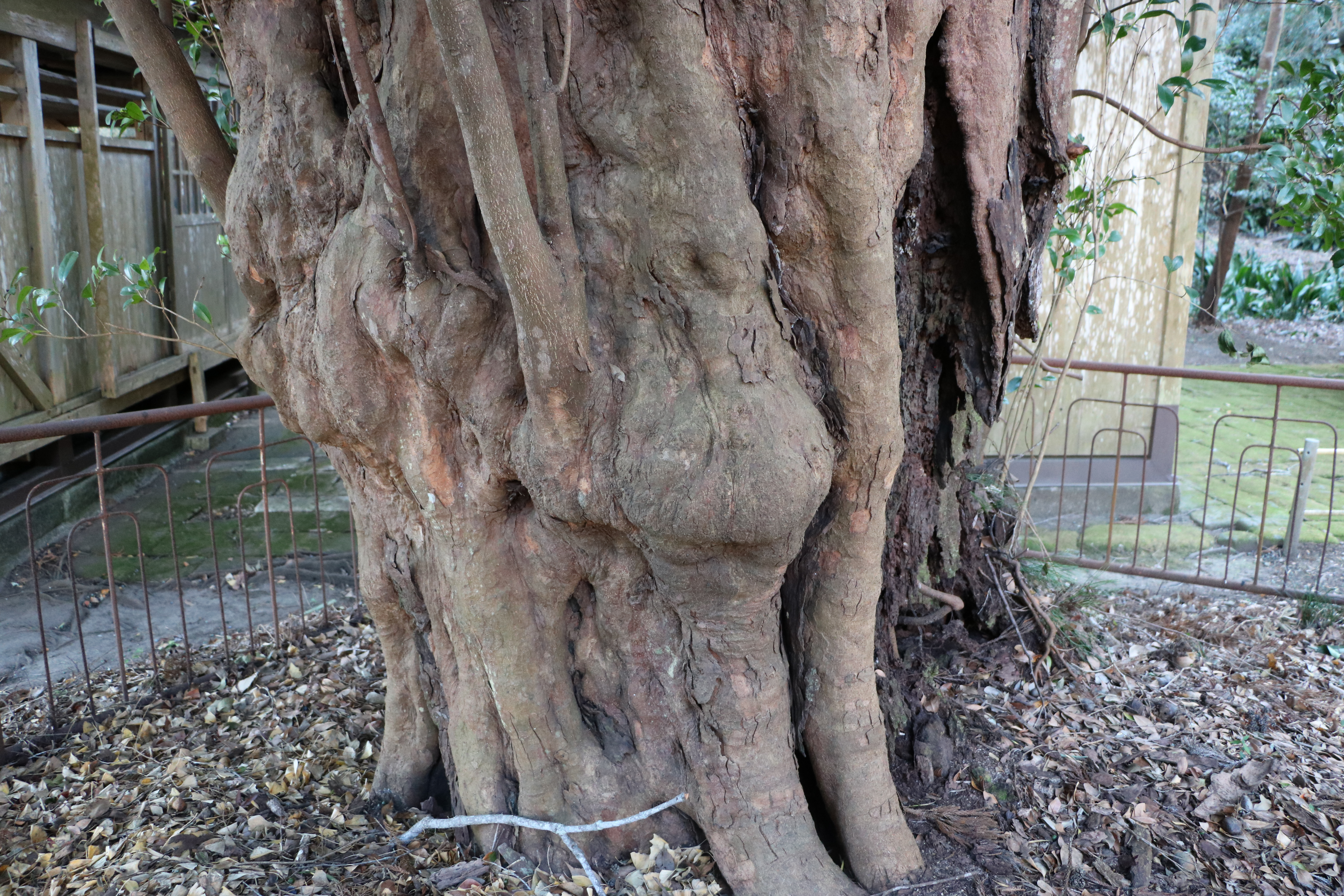
八幡神社のイスノキの根回り。
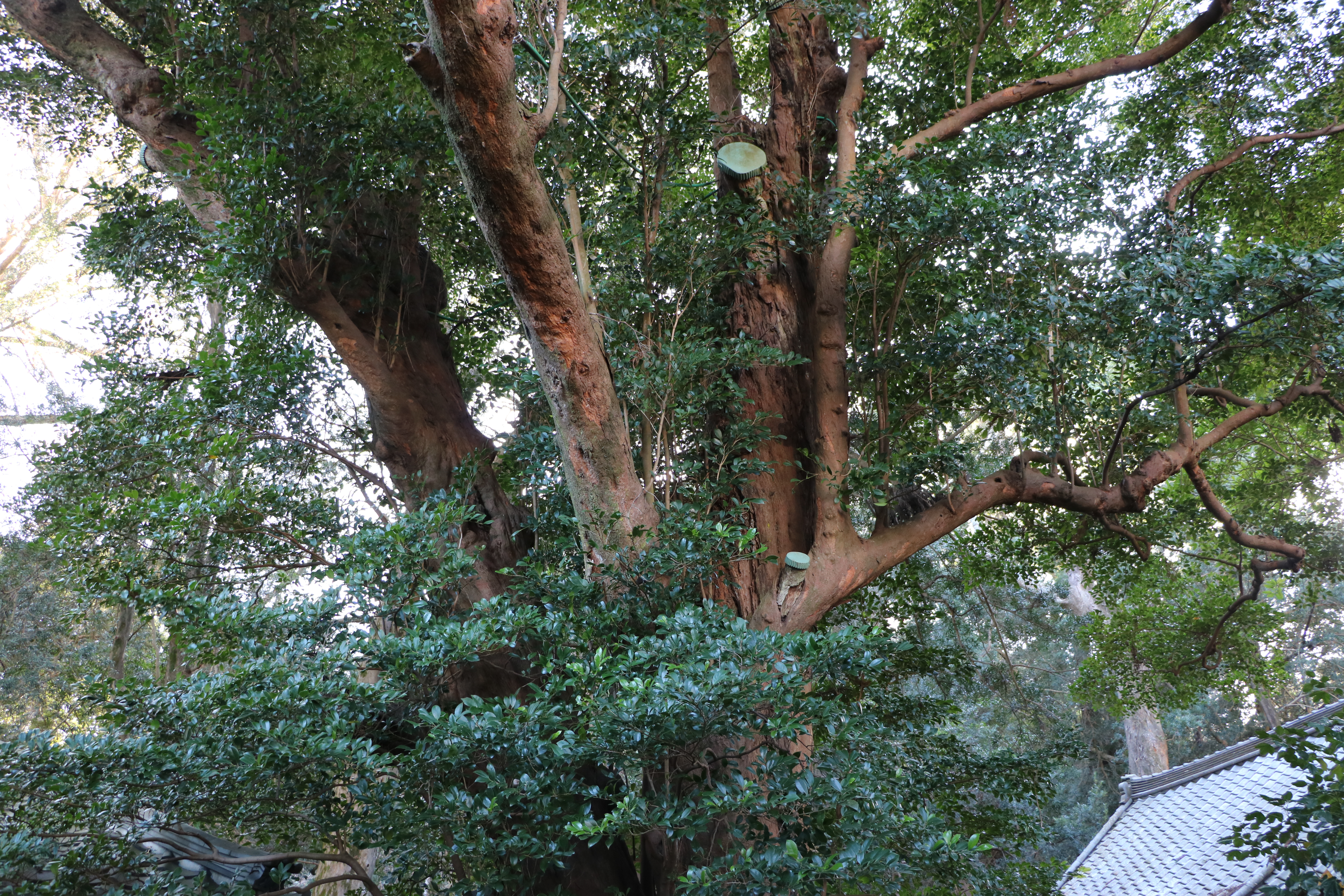
八幡神社のイスノキの枝葉。

## 交通アクセス
所在地
- 静岡県下田市吉佐美1722-1。

交通
- ここでは吉佐美八幡神社最寄りの観光スポット「はまぼうロード」へのアクセスを示す。
  - 伊豆急行伊豆急行線伊豆急下田駅から東海バス田牛方面行きバス12分、浜条バス停下車徒歩約2分。または下賀茂・仲本方面行きバス10分、吉佐美バス停下車徒歩約10分[17]。